# Megállj, megállj, kutya Szerbia
A Megállj, megállj, kutya Szerbia első világháborús szerbellenes katonadal. Zenéje régi népdal motívumokon alapul, szövegének több változata is ismert, a háború kezdetén megjelent gramofonlemez szövegváltozatát például Kovács Károly (1887–1969) jegyezte. A dal valószínűleg 1909-ben, Bosznia-Hercegovina bekebelezése után keletkezhetett. A dal igazán a háború kitörésekor vált híressé, a frontra vonuló katonákon kívül háborúpárti tüntetéseken és iskolákban is gyakran énekelték országszerte, a városokban és vidéken is. Kassák Lajos, Lengyel Dénes, Deseő Lajos, Kádár Gyula is hallotta a dalt a háború első napjaiban, a mozgósítás idején. A dal a világháború későbbi éveiben már széles körben gyűlöltté vált. A dalt megemlíti Szilágyi György a Hanyas vagy? című életrajzi jellegű írásában, valamint Torgyán József is egy parlamenti felszólalásában.
A második világháború után a dalt az Ideiglenes Nemzeti Kormány a Fasiszta, szovjetellenes, antidemokratikus sajtótermékek II. számú jegyzéke szerint betiltotta.

## Szövegváltozatai
A dalnak számos különféle szövegváltozata keletkezett, melynek szerzősége ismeretlen, így elképzelhető, hogy a besorozott katonák körében alakult ki. A legismertebb és legelterjedtebb mind közül a Kovács Károly-féle szövegváltozat, amely gramofonlemezen is megjelent.

### 1909 körüli szövegváltozat
Dörögnek az ágyúk,

Nem félünk, nem félünk

Rongyos Szerbiától!

Legyőzzük mi azokat,

Lelőjük mint nyulakat,

Hegyes Boszniából.

Megállj, megállj, kutya Szerbia!

Nem lesz tiéd magyar Bosznia!

Mert a magyar nem enged,

Még egy csöpp vére erjed,

Akármennyit szenved.

### 1914 körüli szövegváltozat
Boszniai hegyeken rózsa akar nyílni,

Még is az a kutya szerb el akarja venni.

Megállj, megállj, kutya Szerbia!

Nem lesz többé tiéd Bosznia!

Mert a magyar nem enged,

Mig egy csepp vére meleg.

Honfiak, fegyvert ragadjatok!

Nem tudni, mikor fújnak riadót.

Megtámadják azokat,

Nem félünk Szerbiától

Lőjjük mint a vadakat,

Királygyilkos mócokat.

### Kovács Károly-féle szövegváltozat (1915)
1.

Boszniának hegyei,

A fekete kövei

Az magyar királyé.

Mégis az a Szerbia,

Az a kutya Szerbia

El akarja venni.

𝄆Megállj, megállj, kutya Szerbia!

Nem lesz tiéd soha Bosznia!

Mert a magyar nem enged,

Míg a vére megered,

Bármennyit is szenved.𝄇

2.

Rajta, rajta, vitézek,

Fiatalok, öregek!

Fegyvert ragadjatok!

Mert nem tudjuk, hogy mikor,

Mert nem tudjuk, hogy mikor

Fújják az alarmot.

𝄆Akárhogy is dörög az ágyú

Nem félünk mi a Szerbiától!

Megrohanjuk a sáncot,

Pusztítjuk a vad rácot,

Míg hírmondó marad.𝄇

3.

Szerbiának hegyein,

A fekete kövein

folyik már a csata.

De sok vitéz, sok baka

A legények legjava

Életét otthagyja.

𝄆Csak azt tudnám, hol lesz a sírom!

Szerbiában, én úgy gondolom.

Szerbiának hegyein,

A fekete kövein

Ott lesz az én sírom.𝄇